# 諾爾蘭大學

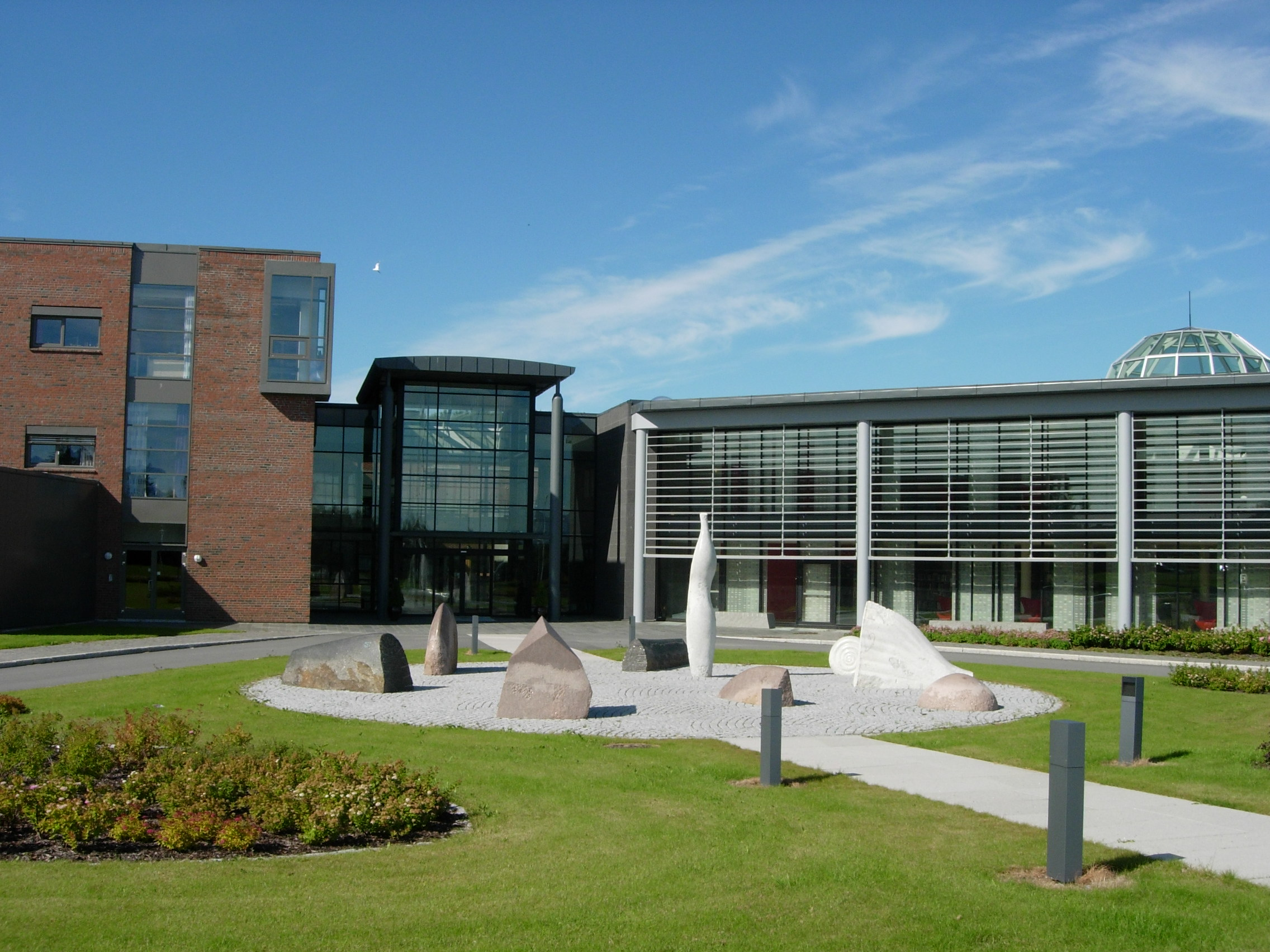
諾爾蘭大學商學院

諾爾蘭大學（挪威語：Universitetet i Nordland，UIN）原稱博德大學學院，是一所位於挪威諾爾蘭郡博德的公立大學，成立於1994年，距市中心10千米。下有生物科學和水產養殖學系、商學院、專業研究學院和社會科學系。

## 外部連結
- The University of Nordland website（页面存档备份，存于）

67°17′20″N 14°33′37″E / 67.28889°N 14.56028°E